# 에어비앤비

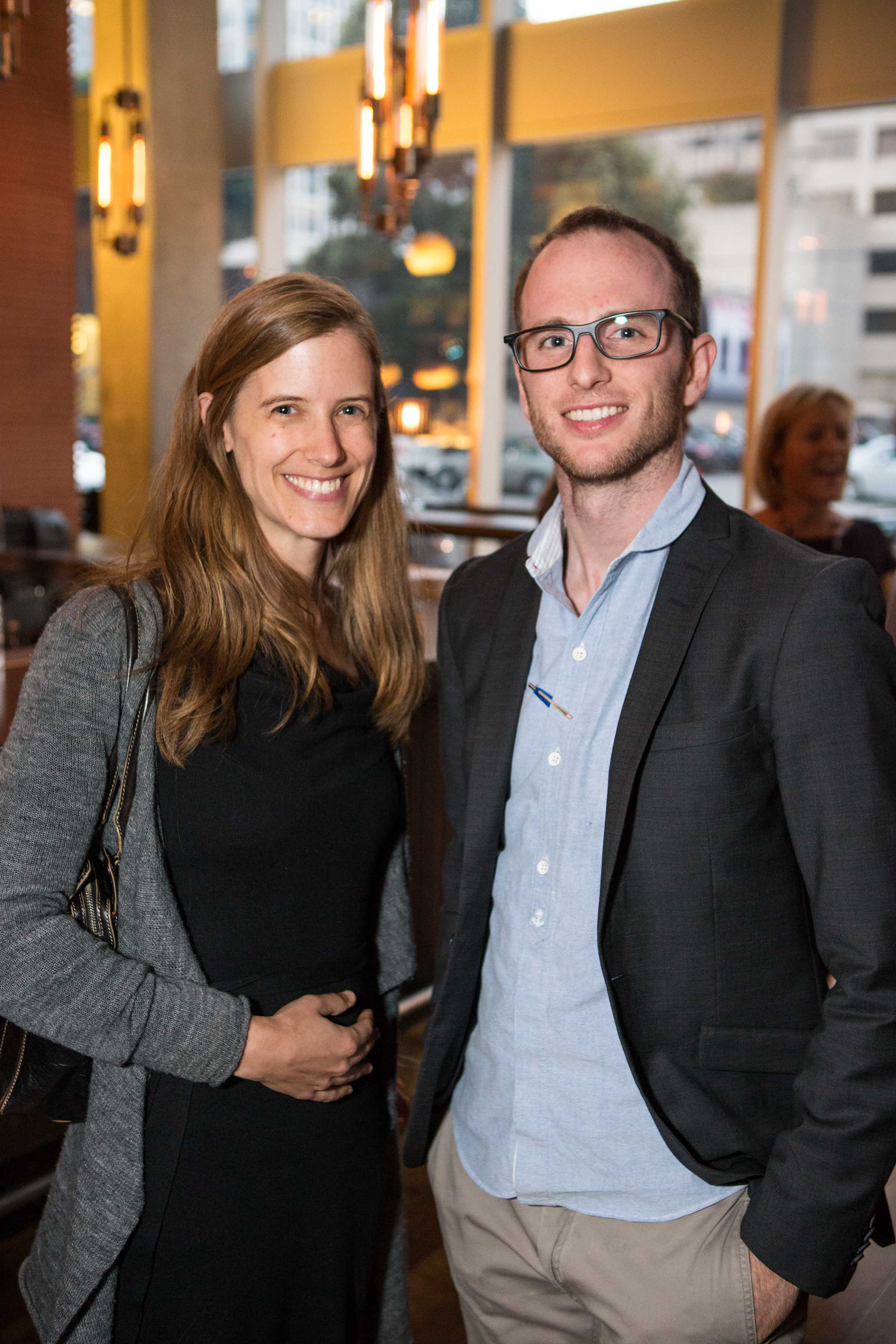
에어비앤비 창업자 중 한 명인 조 게비아 (오른쪽)

에어비앤비(영어: Airbnb, Inc.)는 2008년 8월 시작된 세계 최대의 숙박 공유 서비스이다. 자신의 방이나 집, 별장 등 사람이 지낼 수 있는 모든 공간을 임대할 수 있다. 2013년 기준, 192개국 3만 4800여 개 장소에 대한 숙박을 중개하고 있으며, 2초당 한 건 씩 예약이 이뤄지고 있다. 2013년 1월 29일 대한민국 진출을 발표했다.

## 개요

### 게스트
투숙객은 숙박 유형, 날짜, 위치, 가격 등의 필터를 이용해 검색할 수 있다. 예약하기전에 사용자는 개인정보 및 결제정보를 제공해야 한다. 일부 호스트들은 예약을 수락하기 전에 정부가 발급한 신분증을 요구하기도 한다. 이 회사는 또한 다양한 주요 도시의 특정 지역에 머무르는 것에 대한 여행 가이드도 제공한다.

### 호스트
호스트는 가격 및 기타 세부 정보를 제공한다. 가격은 에어비앤비의 추천사항을 참고해 호스트가 결정한다.

### 안정성 확보
에어비앤비는 이용객과 집주인 사이 누구인지를 몰라 불안해했던 공유숙박 서비스의 문제점 해결을 위해 ‘Social Connection’을 통하여 서로의 Facebook의 활동을 사전에 확인할 수 있도록 하여 안전성을 확보했다. 또한 SNS를 통한 이용자 리뷰(투숙객만 작성가능)를 통한 신뢰성을 제고 시켰으며, 자체 지불결제 시스템 구축을 통한 이용자 편익 제고를 통해 기존 업체와 차별화를 추구하고 있다.

## 역사
2007년 10월, 샌프란시스코로 이주한 브라이언 체스키와 조 게비아는 IDSA(Industrial Designers Society of America)가 주최한 인더스트리얼 디자인 콘퍼런스 기간 동안 에어베드 앤드 브렉퍼스트를 위한 초기 개념을 만들었다.
2008년 2월, 체스키의 전 룸메이트인 네이선 블레차르지크(Nathan Blecharczyk) 가 합류했다. 그 후 ‘AirBed & Breakfast’라는 이름을 붙인 새로운 벤처기업의 세 번째 공동창업자가 되었다. 그들은 포화상태에 이른 시장에서 호텔을 예약할 수 없는 사람들을 위해 웹사이트를 개설하고 공간을 빌려주는 고객과 공간을 빌리는 고객을 서로 연결해주는 커뮤니티 플랫폼을 구축하였다. 2008년 8월 11일 Airbedandbreakfast.com이라는 사이트를 공식적으로 출범했다.
2009년 3월, Airbedandbreakfast.com라는 이름은 Airbnb.com으로 변경되었고 사이트의 내용은 에어 베드와 공유 공간에서 집 전체와 아파트, 개인 방, 성, 보트, 이글루 등 다양한 특성으로까지 확대되었다.
2011년 2월 에어비앤비는 누적 예약 건수 100만을 기록했다. 2012년 1월에는 500만, 2012년 6월에는 1,000만건의 누적 예약 건수를 기록했다. 이 예약 중 75%는 미국 대륙 이외의 시장에서 나왔다. 페이스북과 트위터를 통해 입소문을 타기 시작하면서 2초에 1건의 객실 예약이 이루어지는 기록을 세우기도 하였다.
2011년 5월 9일 에어비앤비는 페이스북을 통해 호스트와 게스트가 같은 친구가 있는지 확인할 수 있는 소셜 커넥션스 (Social Connections) 기능을 추가했다.
2011년 10월, 에어비앤비는 두 번째 국제 사무소인 런던에 사무소를 설립했다.
2014년 7월 2014년 농구월드컵에서 호주 남자 농구대표팀의 공식 스폰서가 되었다.
2017년 11월 16일 여행 접근성 중심의 스타트업 'Accomable'(어코머블)을 인수했다.

## 기업정보

### 사무실 위치
에어비앤비는 다음 21개의 도시에 지사를 두고 있다.
- 암스테르담 (네덜란드)
- 바르셀로나 (스페인)
- 베를린 (독일)
- 베이징 (중국)
- 코펜하겐 (덴마크)
- 더블린 (아일랜드)
- 런던 (영국)
- 마이애미 (플로리다, 미국)
- 밀라노 (이탈리아)
- 몬트리올 (캐나다)
- 뉴델리 (인도)
- 파리 (프랑스)
- 포틀랜드 (미국)
- 샌프란시스코 (캘리포니아, 미국)
- 상파울루 (브라질)
- 시애틀 (워싱턴, 미국)
- 서울 (한국)
- 싱가포르
- 시드니 (호주)
- 도쿄 (일본)
- 마닐라 (필리핀)
- 토론토 (캐나다)

## 이용방법
에어비앤비를 이용하는 방법은 다음과 같다. 먼저 집주인이 에어비앤비 온라인 플랫폼에 숙소를 등록하고 숙소에 대한 소개, 사진, 숙소의 규칙과 같은 여러 형태의 정보들을 이용객들이 알아보기 쉽게 자세하게 설명해 놓는다. 이용객은 여행지에 자신이 원하는 조건과 가격에 적합한 방을 찾고 예약을 하게 된다. 이 때 모든 과정은 인터넷을 통해 스마트폰이나 PC로 이루어진다.

### 서비스 이용절차
① 숙소 검색 서울 강남구 2주 1인(지역, 기간, 인원 수 선택)
② 옵션 선택 호텔 5만원~10만원(집 유형, 가격 범위, 시설 등)
③ 관련 정보 확인 (숙소에 대한 설명 및 리뷰 확인)
④ 예약 (숙소의 규칙 확인 후 예약)
⑤ 결제.
⑥ 체크인, 체크아웃 (호스트의 안내를 받음)

## 기존 숙박업과의 차별성
에어비앤비는 네트워크 효과를 기반으로 규모를 확장한다. 즉 인터넷을 통해 숙박공유에 참여하는 사용자 수가 증가할수록 가능한 연결의 수가 기하급수적으로 증가한다. 급속히 규모를 확장하여 기존 숙박업 규모를 위협할 만큼 단기간에 성장한 가장 큰 요인이라 볼 수 있다.
또한 에어비앤비는 보다 광범위하고 다양한 품종의 숙소 및 서비스를 공급한다. 에어비앤비의 숙소는 전 세계의 여러 국가 및 지역에 걸쳐 분포하고 있다. 아파트부터 캠핑카, 보트, 섬 등 다양한 공간이 있으며 호스트 별로 제공하는 서비스가 차별화 된다. 소품종 대량생산의 기존 숙박업과 달리 에어비앤비는 다품종의 숙박시설 및 서비스를 제공한다.
에어비엔비는 숙소의 확보, 유지, 관리에 드는 한계비용이 적다. 에어비앤비는 수요에 따른 공급 규모를 조정하는데 마찰이 거의 없고 한계비용이 0에 가깝다. 전통적인 숙박업의 경우 사업부지 매입 및 건설, 인수 등을 통해 규모를 확장한다. 그러나 에어비앤비는 부동산 매입 및 대규모 고용 없이도 숙박 규모를 확장해 나간다.

## 현황
국내에서는 2013년 1월 정식 서비스를 오픈하였다.
2016년 기준, 에어비앤비는 현재 191개국 34,000개 도시에서 200만개의 숙박 공간을 활용하여 서비스를 제공하고 있으며, 누적이용객 수는 8,000만명을 넘어섰다.
지역적으로 살펴보면 에어비엔비 모든 지역 중 아시아, 태평양의 시장 성장세가 가장 빠르다. 중국인 해외여행객 증가율과 일본으로 유입되는 관광객 증가율이 높고, 특히 한국은 2016년 2월까지 누적 국내 방문 이용자가 전년 동기보다 219% 늘었으며 해외 출국 이용객은 270% 성장하였다. 2014년에 에어비앤비가 한국지사를 설립하여 국내에는 숙소 13,000여 곳을 확보하였다. 또 현재까지는 대부분의 숙소가 서울에 집중되어 있으나, 제주도와 전주 등에서 이용자 비중이 증가하고 있는 추세이다.

## 논쟁

### 기존 숙박업과의 경쟁관계
에어비앤비는 숙박업에 종사하지 않는 개인들이 주거로 이용하던 유휴 공간을 에어비앤비라는 온라인 플랫폼에서 거래하면서, 숙박 서비스 소비자에게 새로운 대안으로 떠오르면서 허가를 받고 전통적인 영업 방식으로 운영해오던 숙박업체와 대체관계를 가져 숙박업계의 수익을 저하시킬 것이라는 우려가 있다.

### 사회적 불평등 심화
노동과 서비스를 온라인 플랫폼에서 교환하는 것과 달리 부동산 같은 자산을 교환할 경우 더 많은 수익을 낸다. 이는 결국 보유한 소득이 클수록 소득이 커지는 불평등을 야기하고 있다.

### 도시계획과의 이질성
주거지역에서 숙박업을 영위하는 에어비앤비 숙소에는 도시계획상 공간이용행태를 구역으로 지정하여 관리해오던 법제도가 적용되지 않는다. 따라서 토지 및 부동산 이용에 대한 물리적 경계가 무너지고 있다고 할 수 있다.

### 세금 부과 문제
에어비앤비를 통해 거래되는 숙박공간과 서비스에 대한 세금 수취에 대한 법제도가 미비한 상태이다. 또한 에어비앤비로 영업되는 모든 주거시설에 대해 현실적으로 영업 현황을 파악하고 단속하는데 한계가 있다.

### 주택가격 문제
에어비앤비는 주택 가격에 대한 영향에 대해 비판을 받고 있다. 2018년 초부터 에어비앤비로 인해 많은 지역에서 임대료가 늘어난 것으로 조사되었다. 토지 소유자들은 부동산을 에어비앤비로 전환하기 위해 세입자들을 불법으로 추방한 혐의를 받은 사건도 있었다. 이 문제는 2015년 11월 샌프란시스코에서 시위로 이어졌다.

## 문제점 및 사고
2017년 6월 일본 후쿠오카의 한 에어비앤비 숙소에서 몰래카메라가 발견되었다. 이 숙소에 머물던 한국인 관광객은 현지경찰에 신고하고 인터넷에 글을 올려 이와 같은 사실을 알렸다. 한국인 관광객들이 일본 에어비앤비 숙소 몰래카메라 피해를 입은 것은 이번이 처음이 아니다. 2016년 8월 오사카 숙소를 예약한 한국인 관광객도 침대 밑에서 몰래카메라를 발견한 바 있다.

주택가 에어비앤비 때문에 이웃들이 심각한 소음문제에 시달리고 있다.

## 같이 보기
- 별장
- 민박